# Kania platyphylla
Kania platyphylla är en myrtenväxtart som beskrevs av Andrew John Scott. Kania platyphylla ingår i släktet Kania och familjen myrtenväxter. Inga underarter finns listade i Catalogue of Life.